# Mikloš Küzmič
Mikloš Küzmič (madž. Küzmics Miklós), rimskokatoliški duhovnik, pisatelj, prevajalec, narodni buditelj in dekan Slovenske okrogline (Szlovenszke okrogline v. öspörössi), * 15. september 1737, Dolnji Slaveči;  † 11. april 1804, Kančevci.

## Življenje
Mikloš Küzmič se je rodil v Prekmurju, ki je tistem času spadalo pod Ogrsko. Njegovi starši so bili Janoš Küšmič in Elizabeta Hül. Imel je sestro Žužano. Mašniško posvečenje je prejel okoli leta 1763. Najprej je kaplanoval v Gornji Lendavi (Grad), nato do svoje smrti leta 1804 v Kančevcih.

## Delo
Napisal je sedem knjig, ki so jih uporabljali v cerkvi in šoli. Najpomembnejša je Abecednik. 
V prekmurščino je prevedel vse štiri evangelije, ki so izšli leta 1804 v Sombotelu pod naslovom Szvéti Evangyeliomi. S svojimi knjigami je spodbujal narodno zavest prekmurskega ljudstva in ohranjal narečno besedo. S tem sta s Štefanom Küzmičem postavila temelje za knjižno prekmurščino. Njegova dela je širil Jožef Košič. Ponovno jih je izdal Jožef Sakovič.

## Dela
- Krátka summa velikoga katekizmussa, Šopron, 1780.
- Szvéti evangyeliomi, 1780.
- Szlovenszki silabikár, 1780.
- Pomoucs beté'snih, i mirajoucsih, 1781.
- Kniga Molitvena, na haszek Szlovénszkoga národa, 1783.
- ABC kni'sicza na narodni soul haszek, Büdin, 1790.
- Sztároga i nouvoga testamentoma szvéte histórie krátka summa, Sombotel 1796.